# Veli Saarinen
Veli Saarinen (n. 16 septembrie 1902, Virolahti, Marele Principat al Finlandei, Imperiul Rus – d. 12 octombrie 1969, Helsingfors, Finlanda) a fost un schior de fond finlandez, medaliat olimpic. A participat la 2 ediții ale Jocurilor Olimpice (1928, 1932) în care a câștigat o medalie de aur și o medalie de bronz.